# Brockhausen (Lippetal)
Brockhausen ist ein Ortsteil der Gemeinde Lippetal im nordrhein-westfälischen Kreis Soest. 
Der Ort liegt südöstlich von Oestinghausen. Durch den Ort fließt die Rosenaue. Die B 475 verläuft westlich, östlich erstreckt sich das 18,04 ha große Naturschutzgebiet Rosenaue (SO-083).

## Sehenswürdigkeiten
In der Liste der Baudenkmäler in Lippetal ist für Brockhausen ein Baudenkmal aufgeführt:
- Von der Hofanlage „Schiller-Pieper“ (Flur 2, Flurstück 180) sind das Haupthaus von 1857 und die Fachwerkscheune von 1875 denkmalgeschützt.